# Алгонквін (Іллінойс)
Алгонквін (англ. Algonquin) — селище (англ. village) в США, в округах Макгенрі і Кейн штату Іллінойс. Населення — 29 700 осіб (2020).

## Географія
Алгонквін розташований за координатами 42°9′44″ пн. ш. 88°18′56″ зх. д. / 42.16222° пн. ш. 88.31556° зх. д. (42.162354, -88.315608).  За даними Бюро перепису населення США в 2010 році селище мало площу 32,13 км², з яких 31,67 км² — суходіл та 0,47 км² — водойми.

## Демографія
Згідно з переписом 2010 року, у селищі мешкало 30 046 осіб у 10 247 домогосподарствах у складі 8170 родин. Густота населення становила 935 осіб/км².  Було 10727 помешкань (334/км²).
Расовий склад населення:
| - 87,2 % — білих - 7,3 % — азіатів - 1,7 % — чорних або афроамериканців - 0,2 % — корінних американців - 1,8 % — осіб інших рас |

До двох чи більше рас належало 1,7 %. Частка іспаномовних становила 6,8 % від усіх жителів.
За віковим діапазоном населення розподілялося таким чином: 29,0 % — особи молодші 18 років, 62,9 % — особи у віці 18—64 років, 8,1 % — особи у віці 65 років та старші. Медіана віку мешканця становила 38,3 року. На 100 осіб жіночої статі у селищі припадало 97,1 чоловіків;  на 100 жінок у віці від 18 років та старших — 95,0 чоловіків також старших 18 років.
Середній дохід на одне домашнє господарство  становив 113 204 долари США (медіана — 97 839), а середній дохід на одну сім'ю — 125 896 доларів (медіана — 112 724). Медіана доходів становила 80 453 долари для чоловіків та 54 783 долари для жінок. За межею бідності перебувало 3,1 % осіб, у тому числі 2,9 % дітей у віці до 18 років та 4,4 % осіб у віці 65 років та старших.
Цивільне працевлаштоване населення становило 16 132 особи. Основні галузі зайнятості: освіта, охорона здоров'я та соціальна допомога — 20,9 %, виробництво — 15,2 %, науковці, спеціалісти, менеджери — 12,8 %, роздрібна торгівля — 10,8 %.